# Kinda (Doctor Who)
Pour les articles homonymes, voir Kinda.
Kinda est le cent-dix-huitième épisode de la première série de la série télévisée britannique de science-fiction Doctor Who. Cet épisode fut originellement diffusé sur la BBC en quatre parties du 1er au 9 février 1982.

## Accroche
Le Docteur, Adric et Tegan s'aventurent sur une planète jungle. Ils rencontrent une équipe de Terriens en conflit avec des indigènes aux pouvoirs télépathiques.

## Distribution
- Peter Davison — Le Docteur
- Matthew Waterhouse — Adric
- Sarah Sutton — Nyssa
- Janet Fielding — Tegan Jovanka
- Richard Todd — Sanders
- Nerys Hughes — Todd
- Simon Rouse — Hindle
- Mary Morris — Panna
- Sarah Prince — Karuna
- Adrian Mills — Aris
- Lee Cornes — Trickster
- Jeff Stewart — Dukkha
- Anna Wing — Anatta
- Roger Milner — Annica

## Résumé
Après s'être posé sur Deva Loka, une superbe planète jungle, le Docteur et ses compagnons sont contraints de laisser Nyssa à l'intérieur du TARDIS, celle-ci ayant contracté une maladie qui semble la fatiguer. Le Docteur et Adric s'aventurent dans la jungle et se retrouvent vite face à une expédition de colons Terriens. Celle-ci est dirigée par le général anglais et moustachu, Sanders, et son second, Hindle, un homme nerveux et paranoïaque. Quatre hommes de l'expédition ont mystérieusement disparu depuis leur arrivée sur Deva Loka et les habitants locaux, les Kindas, des hommes muets, sont devenus hostiles depuis que l'expédition a pris en otage quelques-uns d'entre eux afin de les observer. Avec l'aide de Todd, la scientifique du groupe, le Docteur découvre que ceux-ci ont des pouvoirs télépathiques et que sur leur colliers figure une double hélix proche du symbole de l'ADN.
Sanders parti en expédition dans la jungle, Hindle prend la tête du Dôme, la base où se sont établis les colons et enferme Todd, Adric et le Docteur, les considérant comme hostile. En outre, il semble pouvoir commander les deux otages Kinda restés dans la base. Pendant ce temps là, Tegan, qui s'est endormie sous un arbre couvert de carillons, se retrouve en proie à un rêve étrange où, dans le noir, elle croise différents personnages métaphysiques qui la torturent mentalement jusqu'à ce qu'elle accepte qu'une entité appelée "Mara" prenne possession d'elle. Croisant Aris, un Kinda, elle commence à le posséder.
Pendant ce temps là, Hindle, en proie à sa folie mégalomaniaque décide de barricader le Dôme. Sanders revient à la base et semble être devenu fou depuis qu'il a ouvert une boîte que lui a donné une vieille femme, Panna, dans la forêt. Hindle force le Docteur à ouvrir cette boîte, ce qui les met momentanément dans un état second dans laquelle ils voient Panna. Réussissant à s'enfuir, le Docteur et Todd parviennent à la rencontrer dans sa grotte aux visions. Cependant, Aris, possédé par Mara pousse les Kinda à attaquer le Dôme, et le Docteur et Todd ont une vision de lui en destructeur.
Panna meurt mais transfère ses connaissances et son âme à l'intérieur de Karuna, son apprentie. Au Dôme, Hindle et Sanders semblent être devenus fous et pensent faire exploser la base avant une potentielle attaque, tandis qu'Adric, piégé dans un véhicule de combat, se met à tirer sur les Kinda se trouvant à l'extérieur. Le Docteur et Todd, réussissent à réveiller Tegan et à calmer Adric, dont le subconscient ordonnait au véhicule de tirer. Avec l'aide des Kindas et des Terriens ayant repris leur conscience, le Docteur parvient à enfermer Aris à l'intérieur d'un cercle de miroir. Mara, ne supportant pas sa vue, se change en serpent géant, puis est banni à l'intérieur d'un univers parallèle.
Le personnel du Dôme redevenu sain, la colonisation de la planète est stoppée. Le Docteur et ses compagnons repartent dans le TARDIS, Nyssa ayant guérie de sa maladie.

### Continuité
- L'épisode explique en partie la raison pour laquelle Nyssa s'effondrait à la fin de Four to Doomsday.
- Les événements de cet épisode auront droit à une suite dans l'épisode Snakedance.
- Le Docteur prend une phrase en expliquant que c'est “ce que K-9 aurait dit.”
- Le Docteur laisse le tournevis sonique à l'intérieur du TARDIS estimant qu'il ne lui serait d'aucune utilité dans la jungle.